# انوری (مورخ)
انوری (درگذشتهٔ ۱۵۱۲؟) شاعر و مورخ عثمانی قرن پانزدهم میلادی بود. او کتابی دربارهٔ تاریخ عثمانیان به نام دستورنامه به زبان ترکی عثمانی نوشت. اثر او مشتمل بر ۳۷۳۰ بیت و بر سه بخش است: اول تاریخ جهانی اسلامی، دومی که به آن شهرت دارد، دربارهٔ آیدینیان، و سوم (۸۴۲ بیت) دربارهٔ عثمانیان. اطلاعات زیادی از زندگی شخصی او در دست نیست.